# Володар
Фольклорний гурт автентичного співу  «Володар» — виконує архаїчні пісні та обряди Центрального Полісся України та Білорусі. Весь матеріал було записано у власних науково-дослідних фольклорно-етнографічних експедиціях особисто учасниками колективу.
Автентичному вигляді фольклором, а також виконання фольклорними колективами пісень та обрядів з власного наукового доробку — на сьогодні є дуже рідкісними явищами. Колектив впродовж 16 років досліджує, архівує та відтворює в автентичному вигляді традиційні пісні та календарні, родові, весільні обряди предків.
Мета гурту — дослідження, реконструкція та відтворення календарного, обрядового музичного фольклору.
Художній керівник колективу Маргарита Скаженик, етномузиколог.
Фольклорний ансамбль «Володар» створений навесні 1993 року Іриною Клименко в межах течії «автентичного співу», започаткованої в Україні київським фольклорним гуртом «Древо» (керівник Євген Єфремов). З 2003 року художній керівник ансамблю — Маргарита Скаженик — етномузикологиня, етноспівачка, кандидат мистецтвознавства, старший науковий співробітник Наукової проблемно-дослідної лабораторії етномузикології Національної музичної академії України, доцент кафедри музичного мистецтва Київського національного університету культури і мистецтв .
Основа репертуару гурту — пісні та календарні обряди, записані учасниками у власних науково-дослідних експедиціях в Україні та Білорусі.
Календарна обрядовість та весілля — специфіка репертуару гурту, що на сьогодні є великою рідкістю. Колектив працює в регіонах, де добре збережено архаїчні обряди.
Гурт виконує традиційні календарні та родинні пісні і обряди, зокрема колядки, щедрівки, водіння кози, проводи зими, весняні заклички і хороводи, купальські, обжинкові пісні та обряди, а також весільні обрядові (власне, і саме весілля), ліричні, солдатські, жартівливі пісні.
Ансамбль є постійним учасником київських вечорниць, численних київських свят, міжнародних фольклорних фестивалів.

## Експедиції
Маргарита Скаженик бере участь та провадить професійну експедиційну діяльність з 1996 року. З 2001 року — з Олегом Коробовим. За цей час нами було обстежено більш як 500 сіл в Україні та Білорусі. До обстежених теренів увійшли Центральне Прип'ятське Полісся, Південна Житомирщина, Київське Подніпров'я, Поросся, деякі райони Полтавщини, Чернігівщини, Підляшшя. Учасники гурту також беруть участь в експедиціях та здійснюють самостійні дослідження, зокрема на Черкащині.
Нижче наведена карта, на якій жовтогарячим кольором позначено досліджені нами фронтально та частково райони України, Білорусі та Польщі.